# Saint-André-de-Lidon
Saint-André-de-Lidon est une commune du sud-ouest de la France, située dans le département de la Charente-Maritime (région Nouvelle-Aquitaine).
Ses habitants sont appelés les Saint-Androns ou Lidonnais et les Saint-Andronnes ou Lidonnaises.

## Géographie
La commune de Saint-André-de-Lidon se situe dans le centre du département de la Charente-Maritime, en région Nouvelle-Aquitaine, dans l'ancienne province de Saintonge. Appartenant au midi de la France — on parle plus précisément de « midi atlantique », au cœur de l'arc atlantique, elle peut être rattachée à deux grands ensembles géographiques, le Grand Ouest français et le Grand Sud-Ouest français.

### Localisation et accès
Saint-André-de-Lidon est un petit village de la Saintonge viticole.

### Communes limitrophes
| Thaims | Montpellier-de-Médillan | Rioux             |
| Grézac | Saint-André-de-Lidon    | Cravans           |
| Cozes  | Épargnes                | Gémozac, Virollet |

### Hydrographie
Saint-André-de-Lidon est traversé par la Seudre.

### Végétation
C'est un territoire principalement couvert de :
- vignes (production de pineau des Charentes et de cognac) de Bons bois
- cultures diverses (colza, maïs, blé, orge, tabac, tournesol)
- bois (forêt de Cozes, bois de la Grande Combe, bois Mou)

## Urbanisme

### Typologie
Au 1er janvier 2024, Saint-André-de-Lidon est catégorisée commune rurale à habitat dispersé, selon la nouvelle grille communale de densité à 7 niveaux définie par l'Insee en 2022.
Elle est située hors unité urbaine et hors attraction des villes,.

### Occupation des sols
L'occupation des sols de la commune, telle qu'elle ressort de la base de données européenne d’occupation biophysique des sols Corine Land Cover (CLC), est marquée par l'importance des territoires agricoles (75,8 % en 2018), une proportion sensiblement équivalente à celle de 1990 (75,2 %). La répartition détaillée en 2018 est la suivante : 
terres arables (41,8 %), zones agricoles hétérogènes (23,1 %), forêts (22 %), cultures permanentes (10,8 %), zones urbanisées (2,2 %). L'évolution de l’occupation des sols de la commune et de ses infrastructures peut être observée sur les différentes représentations cartographiques du territoire : la carte de Cassini (XVIIIe siècle), la carte d'état-major (1820-1866) et les cartes ou photos aériennes de l'IGN pour la période actuelle (1950 à aujourd'hui).

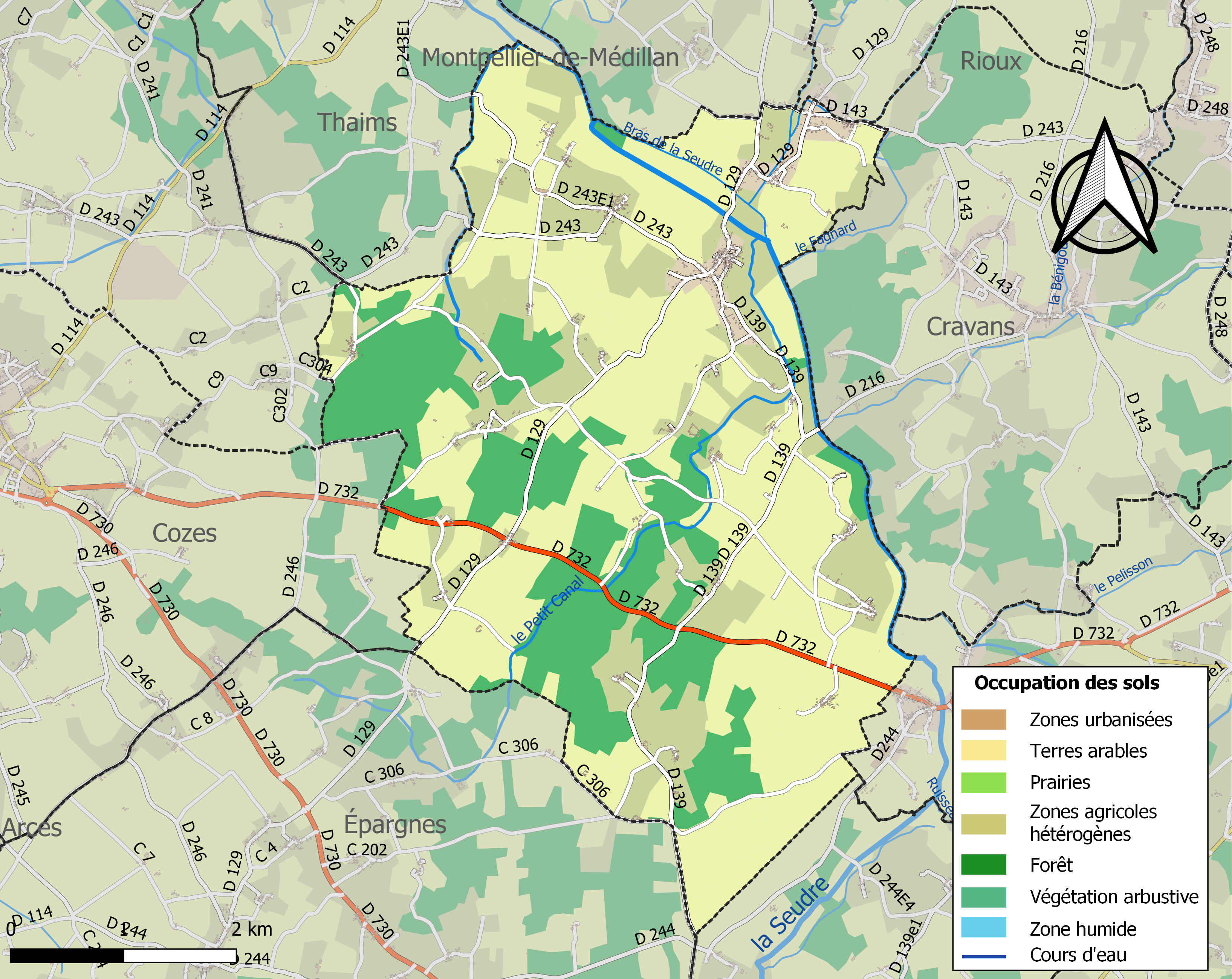
Carte des infrastructures et de l'occupation des sols de la commune en 2018 (CLC).

### Risques majeurs
Le territoire de la commune de Saint-André-de-Lidon est vulnérable à différents aléas naturels : météorologiques (tempête, orage, neige, grand froid, canicule ou sécheresse), inondations, mouvements de terrains et séisme (sismicité faible). Il est également exposé à un risque technologique,  le transport de matières dangereuses. Un site publié par le BRGM permet d'évaluer simplement et rapidement les risques d'un bien localisé soit par son adresse soit par le numéro de sa parcelle.

#### Risques naturels
Certaines parties du territoire communal sont susceptibles d’être affectées par le risque d’inondation par débordement de cours d'eau, notamment la Seudre et . La commune a été reconnue en état de catastrophe naturelle au titre des dommages causés par les inondations et coulées de boue survenues en 1982, 1993, 1999 et 2010,.

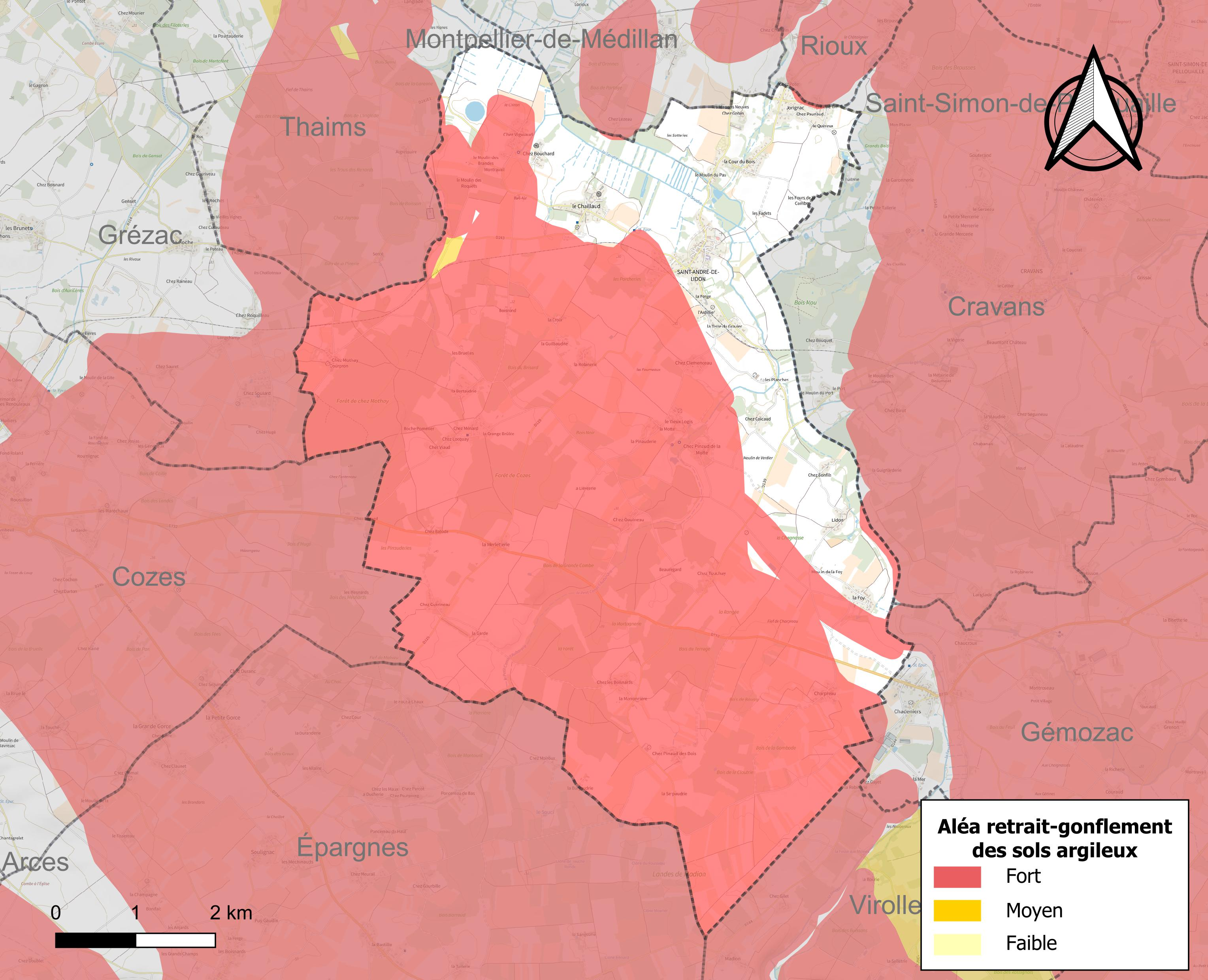
Carte des zones d'aléa retrait-gonflement des sols argileux de Saint-André-de-Lidon.

Les mouvements de terrains susceptibles de se produire sur la commune sont des affaissements et effondrements liés aux cavités souterraines (hors mines) et des tassements différentiels. Par ailleurs, afin de mieux appréhender le risque d’affaissement de terrain, l'inventaire national des cavités souterraines permet de localiser celles situées sur la commune.
Le retrait-gonflement des sols argileux est susceptible d'engendrer des dommages importants aux bâtiments en cas d’alternance de périodes de sécheresse et de pluie. 75,2 % de la superficie communale est en aléa moyen ou fort (54,2 % au niveau départemental et 48,5 % au niveau national). Sur les 598 bâtiments dénombrés sur la commune en 2019,  255 sont en aléa moyen ou fort, soit 43 %, à comparer aux 57 % au niveau départemental et 54 % au niveau national. Une cartographie de l'exposition du territoire national au retrait gonflement des sols argileux est disponible sur le site du BRGM,.
Par ailleurs, afin de mieux appréhender le risque d’affaissement de terrain, l'inventaire national des cavités souterraines permet de localiser celles situées sur la commune.
Concernant les mouvements de terrains, la commune a été reconnue en état de catastrophe naturelle au titre des dommages causés par la sécheresse en 1989, 2003 et 2005 et par des mouvements de terrain en 1999 et 2010.

#### Risques technologiques
Le risque de transport de matières dangereuses sur la commune est lié à sa traversée par une ou des infrastructures routières ou ferroviaires importantes ou la présence d'une canalisation de transport d'hydrocarbures. Un accident se produisant sur de telles infrastructures est susceptible d’avoir des effets graves sur les biens, les personnes ou l'environnement, selon la nature du matériau transporté. Des dispositions d’urbanisme peuvent être préconisées en conséquence.

## Toponymie
De l'oïl saint, suivi de l'anthroponyme Andreas. Ceci correspond au patronage de la paroisse du bourg primitif qui portait certainement le nom de Lidon, signifiant "habitat au bord de l'eau"[réf. nécessaire].

## Histoire
Le village de Lidon fut certainement l'agglomération primitive. Ce n'est que bien plus tard qu'une autre agglomération se forma, peut-être pour éviter l'humidité du marais, sur un petit éperon rocheux qui domine le cours de la Seudre.
Le nom de Saint-André est postérieur au VIIe siècle (relatif à l'évangélisation du pays).
Sous la Révolution, la commune portait le nom de L’Union de Lidon.

## Administration

### Liste des maires

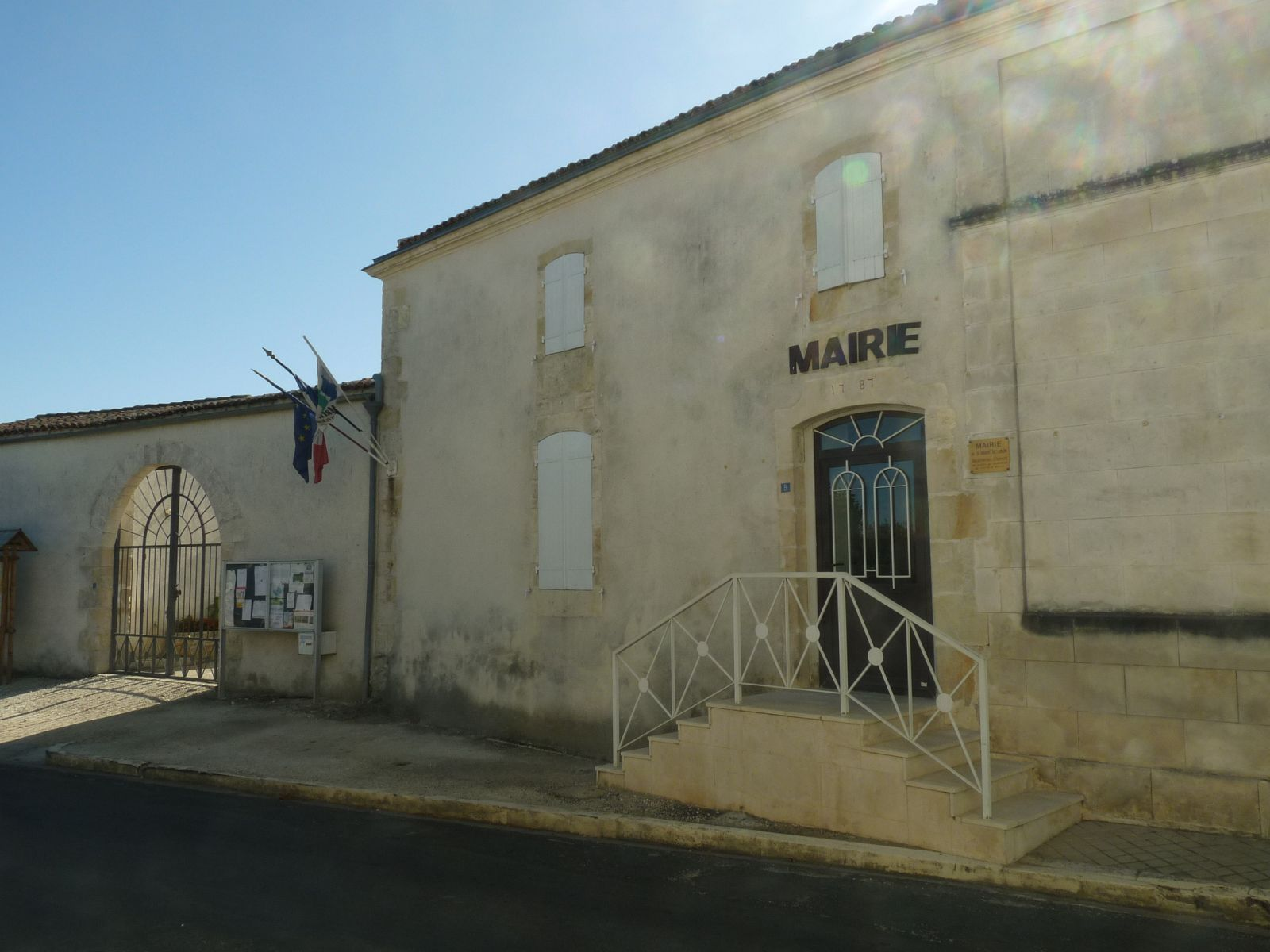
La mairie.

| Période                                  | Période  | Identité             | Étiquette | Qualité  |
| ---------------------------------------- | -------- | -------------------- | --------- | -------- |
| 1995                                     | 2001     | Jean-Claude Courpron |           |          |
| 2001                                     | en cours | Alain Puyon          |           | Retraité |
| Les données manquantes sont à compléter. |          |                      |           |          |

### Région
À la suite de la réforme administrative de 2014 ramenant le nombre de régions de France métropolitaine de 22 à 13, la commune appartient depuis le 1er janvier 2016 à la région Nouvelle-Aquitaine, dont la capitale est Bordeaux. De 1972 au 31 décembre 2015, elle a appartenu à la région Poitou-Charentes, dont le chef-lieu était Poitiers.

## Démographie

### Évolution démographique
L'évolution du nombre d'habitants est connue à travers les recensements de la population effectués dans la commune depuis 1793. Pour les communes de moins de 10 000 habitants, une enquête de recensement portant sur toute la population est réalisée tous les cinq ans, les populations de référence des années intermédiaires étant quant à elles estimées par interpolation ou extrapolation. Pour la commune, le premier recensement exhaustif entrant dans le cadre du nouveau dispositif a été réalisé en 2008.

En 2022, la commune comptait 1 220 habitants, en évolution de +10,51 % par rapport à 2016 (Charente-Maritime : +4,04 %, France hors Mayotte : +2,11 %).
| 1793  | 1800  | 1806  | 1821  | 1831  | 1836  | 1841  | 1846  | 1851  |
| ----- | ----- | ----- | ----- | ----- | ----- | ----- | ----- | ----- |
| 1 225 | 1 235 | 1 115 | 1 328 | 1 380 | 1 376 | 1 391 | 1 402 | 1 355 |

| 1856  | 1861  | 1866  | 1872  | 1876  | 1881  | 1886  | 1891  | 1896  |
| ----- | ----- | ----- | ----- | ----- | ----- | ----- | ----- | ----- |
| 1 393 | 1 411 | 1 344 | 1 222 | 1 239 | 1 169 | 1 207 | 1 273 | 1 184 |

| 1901  | 1906  | 1911  | 1921  | 1926 | 1931 | 1936 | 1946 | 1954 |
| ----- | ----- | ----- | ----- | ---- | ---- | ---- | ---- | ---- |
| 1 225 | 1 193 | 1 166 | 1 009 | 996  | 958  | 973  | 937  | 908  |

| 1962 | 1968 | 1975 | 1982 | 1990 | 1999 | 2006 | 2008 | 2013  |
| ---- | ---- | ---- | ---- | ---- | ---- | ---- | ---- | ----- |
| 854  | 773  | 789  | 795  | 810  | 846  | 888  | 906  | 1 049 |

| 2018  | 2022  | - | - | - | - | - | - | - |
| ----- | ----- | - | - | - | - | - | - | - |
| 1 106 | 1 220 | - | - | - | - | - | - | - |

## Personnalités liées à la commune
- Paul-Marie Tonnellier (1886-1977), dit le Chanoine Tonnellier fut le curé de Saint-André-de-Lidon pendant plus de 51 ans. Il était un historien et écrivain réputé pour ses études de la pierre et des églises romanes de Saintonge. Il nous lègue l'histoire de Saint-André-de-Lidon et une partie inédite de l'histoire de France, en un volume de 500 pages imprimé par la commune en 1988. Cet ouvrage est disponible à la mairie.

## Lieux et monuments

### L'église Saint-André

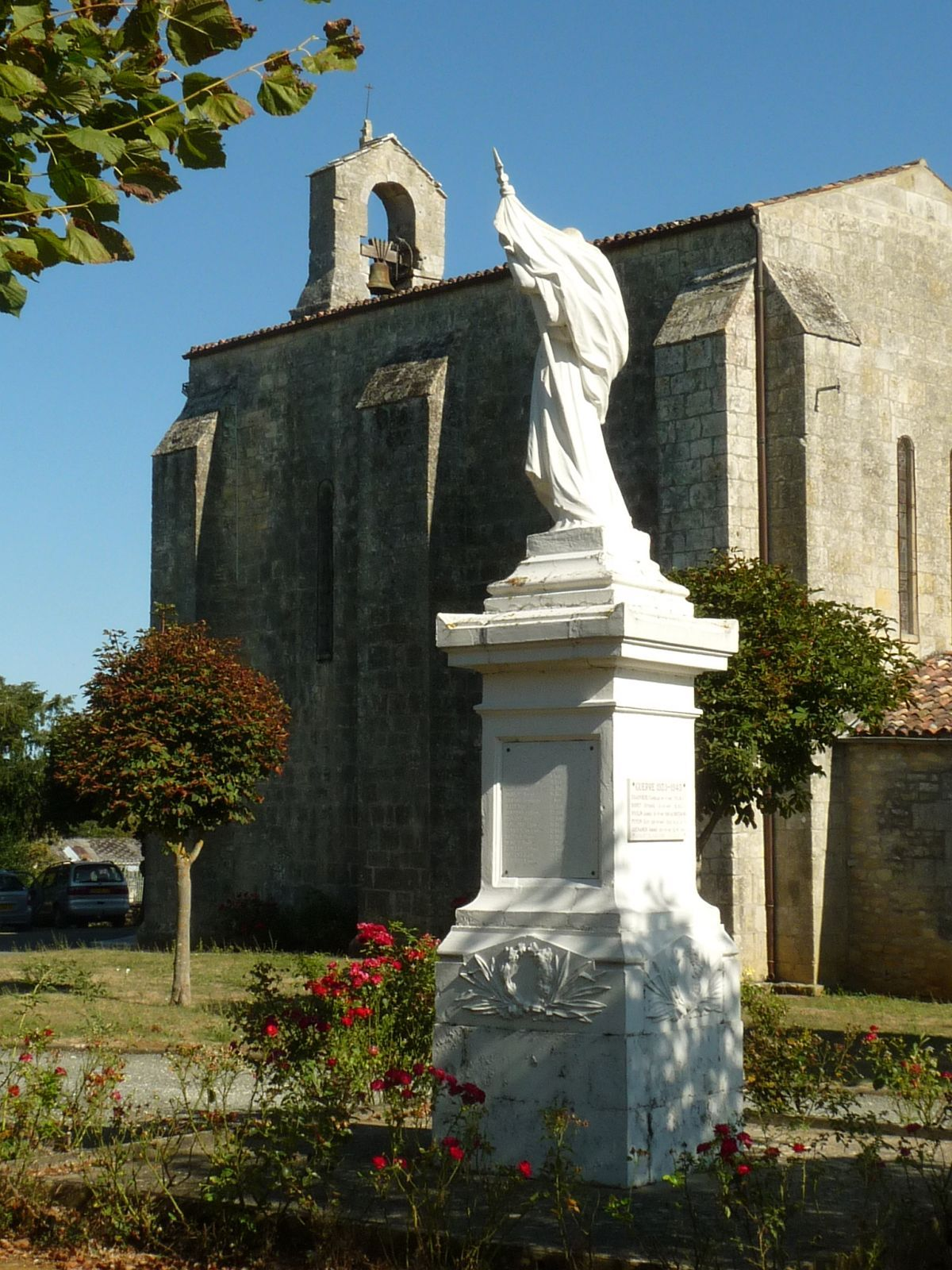
L'église Saint-André.

Cet édifice date du XIIIe siècle, et il n'en reste que la chapelle méridionale. Elle fut ruinée pendant les guerres de religion au XVIe siècle. La nef et le chœur furent reconstruits plus tard. Son architecture témoigne du premier gothique saintongeais. Cette chapelle possède une crypte ossuaire, dont la voûte fut détruite lors des guerres de religion. Sa particularité est d'être semi-enterrée car le rocher, très difficile à creuser, fut rencontré très tôt lors du creusement du sol. La façade de la chapelle fut certainement munie de son petit clocher-arcade, lors de la disparition du clocher. Elle a été classée monument historique en 1943.

### Le musée d'Hier et d'Avant-Hier
Ce musée recueille et met en valeur les différentes collections et vestiges qui ont marqué la commune. Il est ouvert les jours fériés et sur demande par téléphone.